# 飯田風音
飯田 風音（いいだ かざね、2001年8月9日 - ）は、埼玉県さいたま市出身の女子競輪選手。日本競輪選手会埼玉支部所属、ホームバンクは大宮競輪場。日本競輪選手養成所（以下、養成所）第120期生。師匠は実父の飯田威文（67期）。

## 経歴
小学校高学年からスピードスケートを始め、スケートの強化のため自転車競技にも取り組むようになったという。川越工業高校では自転車部に入部し、2018年、2019年インターハイ女子ケイリン優勝を果たした。
2020年1月16日、日本競輪選手養成所第120回技能試験に合格。養成所在所中はエリートを指導するハイパフォーマンスディビジョン（HPD）教場で鍛えられ、第3回記録会では女子史上8人目となるゴールデンキャップを獲得。競走成績は2位（30勝）。卒業記念レースは決勝4着。
2021年5月1日、静岡競輪場での新人戦「競輪ルーキーシリーズ2021」第7レースでデビューし、2着。初勝利は5月21日の大宮競輪場（新人戦）。初優勝は同年11月26日のいわき平FIで、3日間とも1着の完全優勝であった。